# Dioscorea cymosula
Dioscorea cymosula är en enhjärtbladig växtart som beskrevs av William Botting Hemsley. Dioscorea cymosula ingår i släktet Dioscorea och familjen Dioscoreaceae. Inga underarter finns listade i Catalogue of Life.